# Crassicorophium clarencense
Crassicorophium clarencense är en kräftdjursart som först beskrevs av Robert Alan Shoemaker 1949.  Crassicorophium clarencense ingår i släktet Crassicorophium och familjen Corophiidae. Inga underarter finns listade i Catalogue of Life.